# 佩拉尔塔
佩拉尔塔（西班牙語：Peralta）是西班牙纳瓦拉的一个市镇。总面积88平方公里，总人口5368人（2001年），人口密度61人/平方公里。